# Paeneutheia pallida
Paeneutheia pallida – gatunek chrząszcza z rodziny kusakowatych i podrodziny balinków, jedyny z monotypowego rodzaju Paeneutheia.

## Taksonomia i ewolucja
Gatunek i rodzaj opisane zostały po raz pierwszy w 2013 roku przez Pawła Jałoszyńskiego na łamach „Bulletin of the National Science Museum”. Jako lokalizację typową wskazano Bukit Soeharto w indonezyjskim Boreno Wschodnim. Nazwa rodzajowa oznaczać ma po łacinie „bliska [rodzajowi] Eutheia”, a epitet gatunkowy znaczy tyle co „blada”.
Według wyników analizy filogenetycznej Pawła Jałoszyńskiego z 2013 roku takson ten zajmuje pozycję siostrzaną względem rodzaju Euthiopsis.

## Morfologia
Chrząszcz o smukłym, dość płaskim ciele długości od 0,8 do 1,1 mm, ubarwionym żółtawobrązowo i przeciętnie gęsto porośniętym półwzniesionymi, stosunkowo krótkimi szczecinkami.
Głowa jest szersza niż dłuższa, najszersza na wysokości bardzo dużych i sklepionych oczu, o poprzecznej i słabo na przednim brzegu wykrojonej wardze górnej, stromo opadającym i ku prawie prostokątnemu nadustkowi zwężonym czole, szerokim i równomiernie sklepionym ciemieniu oraz wyraźnych, acz krótkich skroniach zwężających się ku szerokiej potylicy. Smukłe czułki osadzone są dużych, wąsko pośrodku odseparowanych jamkach między przednimi krawędziami oczu. Trzonek i nóżkę czułki mają powiększone, a duży, owalny człon jedenasty ma rozległą jamkę na wewnętrzno-bocznej krawędzi. Szczęki mają głaszczki o małych członach pierwszym i drugim, silnie skróconym i wyraźnie szerokim, prawie trójkątnym członie trzecim oraz guziczkowatym członie czwartym.
Nieznacznie szersze niż dłuższe, najszersze przed środkiem długości przedplecze ma zaokrąglone brzegi przedni i boczne, dobrze zaznaczone kąty tylne, od których do najszerszego jego miejsca ciągną się ostre listewki boczne i przy których leżą krótkie żeberka boczne, lekko łukowaty brzeg nasadowy oraz parę małych, ale bardzo wyraźnych dołków przynasadowych, połączonych poprzeczną bruzdką. Niewielka tarczka ma trójkątny kształt. Pokrywy są najszersze w przedniej połowie, na szczytach osobno ścięte z zaokrąglonymi kątami przyszwowymi. Na każdej znajduje się pojedynczy, pozbawiony szczecinek, szczątkowo zaznaczony dołek przypodstawowy, umieszczony bliżej tarczki niż barku. Skrzydła tylnej pary są w pełni wykształcone, dwukrotnie dłuższe od pokryw, opatrzone szeregiem gęsto rozmieszczonych, bardzo długich szczecinek na krawędziach tylnych. Przedpiersie ma długi, dość szeroki, na szczycie ścięty wyrostek międzybiodrowy. Panewki przednich bioder są pozamykane. Wyrostek międzybiodrowy śródpiersia jest zaopatrzony w pośrodkowe żeberko, silnie dobrzusznie rozbudowany i wąsko rozdziela biodra środkowej pary. Zapiersie jest szerokie i równomiernie sklepione. Biodra ostatniej pary są bardzo szeroko rozstawione. Odnóża mają dość małe i wydłużone krętarze, smukłe w nasadowej ⅓, rozszerzone w środkowej ⅓ i zwężające się w odsiebnej ⅓ uda oraz chude i lekko zakrzywione golenie. 
Na spodzie odwłoka widocznych jest sześć sternitów, z których pierwszy jest niemal tak długi jak dwa następne razem wzięte, a ostatni poprzecznie prawie trójkątny i dłuższy niż dwa poprzednie razem wzięte. Genitalia samca zawierają stosunkowo duży edeagus o wydłużonej, bulwaistej części nasadowej i dobrze od niej wyodrębnionej, smukłej części wierzchołkowej. W części nasadowej leży rozległe pole błoniaste, na którym zaczepia się apofiza wewnętrzna. Płat wierzchołkowy zwęża się stopniowo ku dobrze odciętemu, ku dołowi zagiętemu, prostokątnemu szczytowi. W połowie odsiebnej owego płata leży na brzusznej ścianie słabo zesklerotyzowana, podługowata płytka. Długie i smukłe paramery są na długim odcinku przyrośnięte do płata środkowego, tylko w odsiebnych połowach wolne. Każda ma dwie szczecinki wierzchołkowe.

## Rozprzestrzenienie
Gatunek orientalny, endemiczny dla Borneo, znany wyłącznie z miejsca typowego na wschodzie wyspy.